# Lint (Bélgica)
Lint es una localidad y municipio de la provincia de Amberes en Bélgica. Sus municipios vecinos son Boechout, Duffel, Hove, Kontich y Lier, estando a tan solo 12 km de Amberes y a 32 km de Bruselas. Tiene una superficie de 5,6 km² y una población en 2018 de 8.787 habitantes, siendo los habitantes en edad laboral el 64% de la población.

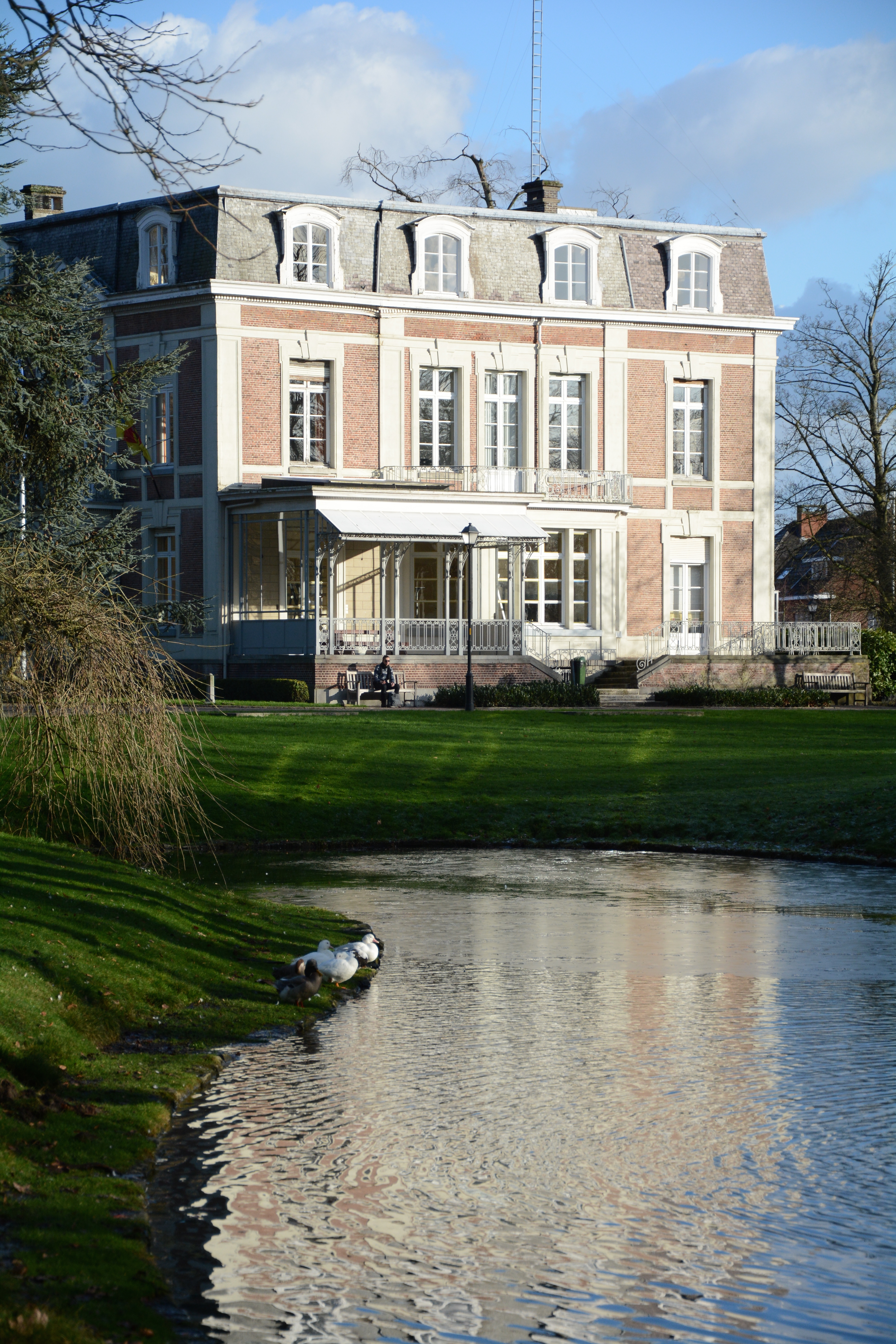
Casa solariega de Lindenhof.

## Demografía

### Evolución
Todos los datos históricos relativos al actual municipio, el siguiente gráfico refleja su evolución demográfica.
| Gráfica de evolución demográfica de Lint entre 1846 y 2020 |
|                                                            |

## Historia
El nombre de Lint aparece por primera vez en archivos del siglo XIII y podría provenir de plantas de lino que se cultivaban aquí. En el siglo XVII las plataciones de lino eran propiedad de la cercana abadía de Lobbes. La aldea perteneció durante siglos a Kontich, tanto administrativa como religiosamente. El difícil acceso a Kontich se agravó en el siglo XX con la construcción de una línea de ferrocarril que separaba más ambas localidades. En 1976 Lint se convirtió en una de los municipios más pequeños del distrito de Amberes.

## Personas notables de Lint
- Karen Damen, cantante y actriz.
- Nico Van Kerckhoven, futbolista.
- Matz Sels, futbolista.
- Dirk Sterckx, político.